# Oligarquia Meiji

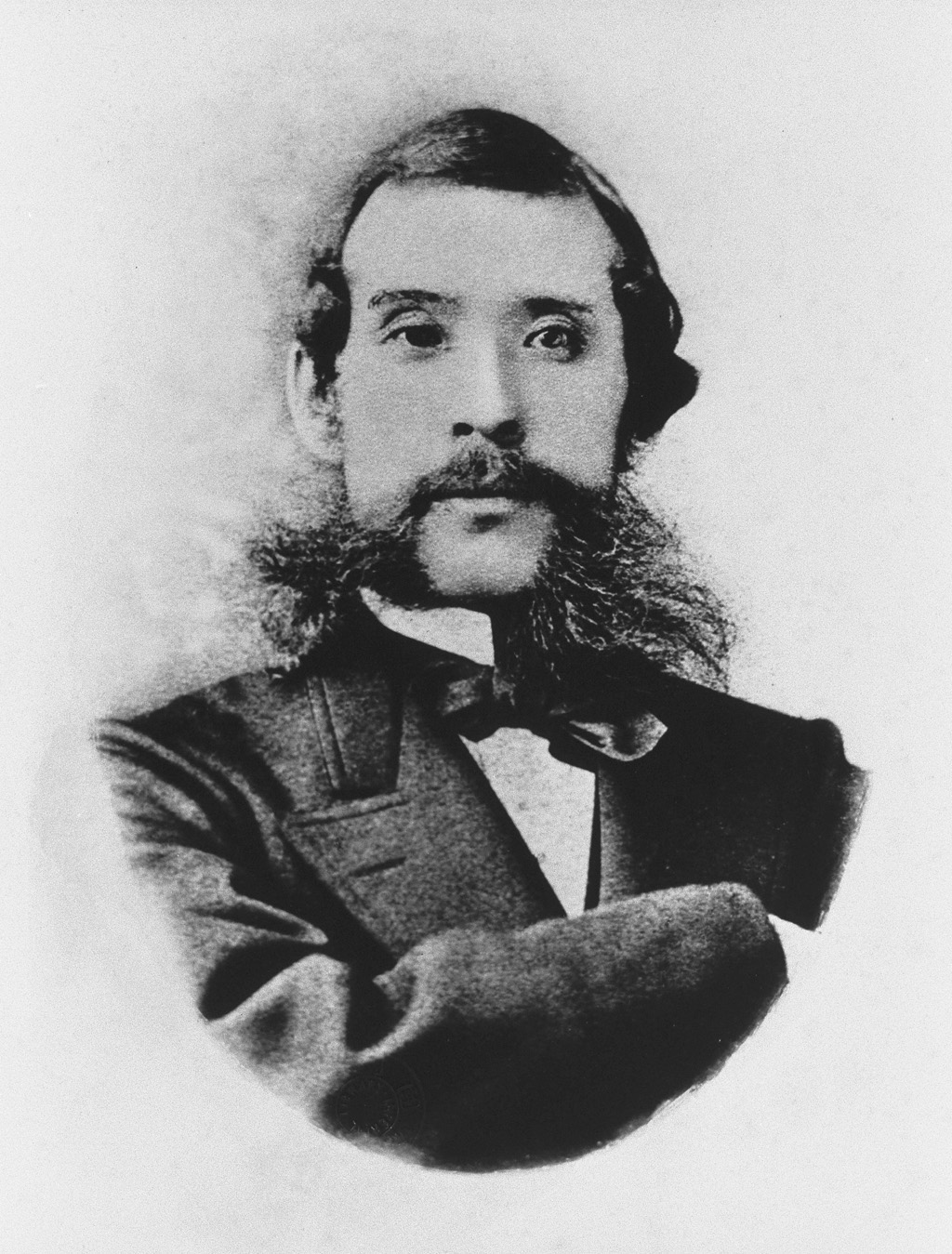
Toshimichi Ōkubo

L'Oligarquia Meiji va ser el nom usat per descriure la nova classe dirigient durant el Japó del període Meiji. Al Japó, se la coneix com a camarilla dominant la domain cliqueu (藩阀, hambatsu).
Els membres d'aquesta classe eren seguidors del kokugaku i es veien a si mateixos com els creadors d'un nou ordre tan grandiós com l'establert pels fundadors originals del Japó. Dues de les principals figures d'aquest grup van ser Toshimichi Ōkubo (1832-1878), fill d'un criat del Domini de Satsuma, i un samurai Satsuma, Saigō Takamori (1827-1877), que havia unit les seves forces amb els dominis de Choshu, Tosa i Hizen per enderrocar al Shogunat Tokugawa. Okubo va esdevenir Ministre de Finances i Saigo Takamori fou Mariscal de camp; tots dos eren consellers Imperials. Kido Koin (1833-1877), natiu de Chōshū i pupil de Yoshida Shoin, va conspirar juntament amb Okubo i Saigo, va esdevenir Ministre d'educació i en President de la Conferència del Govern, i va lluitar per un govern constitucional. Altres noms il·lustres són Iwakura Tomomi (1825-1883), natiu de Kyoto i opositor al Shogunat Tokugawa, que va arribar a ser el primer ambaixador als Estats Units, o Okuma Shigenobu (1838 - 1922), de Hizen, estudiant de Rangaku, xinès i anglès, i que després d'ocupar diverses carteres ministerials, va arribar a Primer Ministre el 1898.
Per assolir els objectius requerits pel nou ordre, el Hanbaku abolir el sistema jeràrquic del Període Edo (士农工商 shinōkōshō) mitjançant un seguit de reformes econòmiques i socials. Els ingressos del shogunat Tokugawa depenien dels impostos recollits a les terres del clan Tokugawa i d'altres hans, préstecs d'agricultors rics i de mercaders, impostos sobre certs productes i el rebuig a acceptar divises i préstecs estrangers. Per aconseguir ingressos i desenvolupar una sòlida infraestructura, el nou govern va invertir en millores en els ports, fars, maquinària importada, col·legis, estudis a l'estranger, salaris per professors i consellers estrangers, modernitzacions a l'exèrcit i l'armada, xarxa ferroviària i xarxa de telègraf, a més de manar missions diplomàtiques a l'estranger, com la Missió Iwakura.
Els temps de dificultat econòmica, que van resultar en moltes revoltes camperoles, van obligar a dur a terme reformes socials. A més dels antics i elevats arrendaments, impostos i interessos, el ciutadà mitjà s'enfrontava ara a pagaments de nous impostos, servei militar obligatori i pagament de matrícules pel recentment introduït sistema d'educació obligatòria. Es necessitava més temps per corregir les injustícies del passat. Per dur a terme amb èxit aquestes reformes, l'antic sistema de classes de samurais, grangers, artesans i mercaders, propi de l'era Tokugawa es va abolir en 1871, i, encara que van continuar molts prejudicis socials i consciència d'estatus, tot ciutadà japonès era teòricament igual davant els ulls de la llei. Irònicament, el govern va ajudar a perpetuar les distincions socials, creant noves classes: Els antics dàimios van passar a ser noblesa hereditària (华族 kazoku), els samurais es van convertir en petita noblesa o alta burgesia, i tots els altres es van convertir en plebeus. Les pensions dels dàimios i els samurai es liquidaren d'una tacada, i després perderen la seva exclusivitat per reclamar càrrecs militars. Molts antics samurais van buscar noves formes de guanyar-se la vida, i es van convertir en buròcrates, professors, oficials de l'exèrcit o la policia, periodistes, estudiants, colons a les zones nord del Japó, banquers i empresaris. Aquestes noves vies d'ingressos van alleujar una mica les tensions entre el govern i l'antiga classe samurai, ja que alguns van prosperar immensament. No obstant això, molts altres no van tenir tanta sort, i van ser un significatiu grup opositor durant els anys següents.
La Crisi Coreana de 1873 va tenir com a resultat la renúncia dels partidaris d'una expedició militar, Saigo Takamori, i el conseller d'Estat Eto Shimpei (1834-1874). Eto, fundador de diverses organitzacions patriòtiques, va conspirar amb altres elements discontentos per començar una insurrecció armada contra tropes del govern a Saga, capital de la seva prefectura nativa, Kyūshū, el 1874. Encarregat de suprimir la revolta, Okubo va esclafar ràpidament Eto, que havia demanat sense èxit el suport de Saigo. Tres anys més tard va tenir lloc l'últim aixecament armat a gran escala, la Rebel·lió de Satsuma, que fou l'amenaça més seriosa a la qual es va haver d'enfrontar el Govern Meiji. Aquesta vegada, Saigo Takamori si va exercir un paper actiu. La Rebel·lió Saga i altres revoltes camperoles o de samurais descontents amb el nou rumb del Govern havien estat frenades amb facilitat per l'exèrcit. No obstant això, els samurai del domini Satsuma eren nombrosos, i tenien una llarga tradició d'oposició a l'autoritat central. Saigo, amb certa reticència i només després de molts i generalitzats xocs amb les reformes Meiji, va liderar una rebel·lió el 1877. Tots dos bàndols van lluitar amb totes les seves forces, però un exèrcit més modern i un millor finançament del Govern van acabar amb la revolta Satsuma. Tot i que va ser derrotat i va cometre seppuku, no va ser titllat de traïdor, i segueix sent una figura heroica en la història i tradició japonesa. La supressió de la rebel·lió Satsuma va marcar el final de continuades i serioses amenaces al Govern Meiji, però va ser alliçonador per l'oligarquia Meiji. El breu conflicte havia buidat les arques nacionals i havia provocat una seriosa inflació i a un descens del valor del terreny i dels vitals impostos. Tot això va portar a una situació on les noves reformes eren inevitables.

## Llista de polítics rellevants durant l'Era Meiji
Els següents homes foren figures rellevants duran la Restauració Meiji, i en el subsegüent Govern de l'Era Meiji:

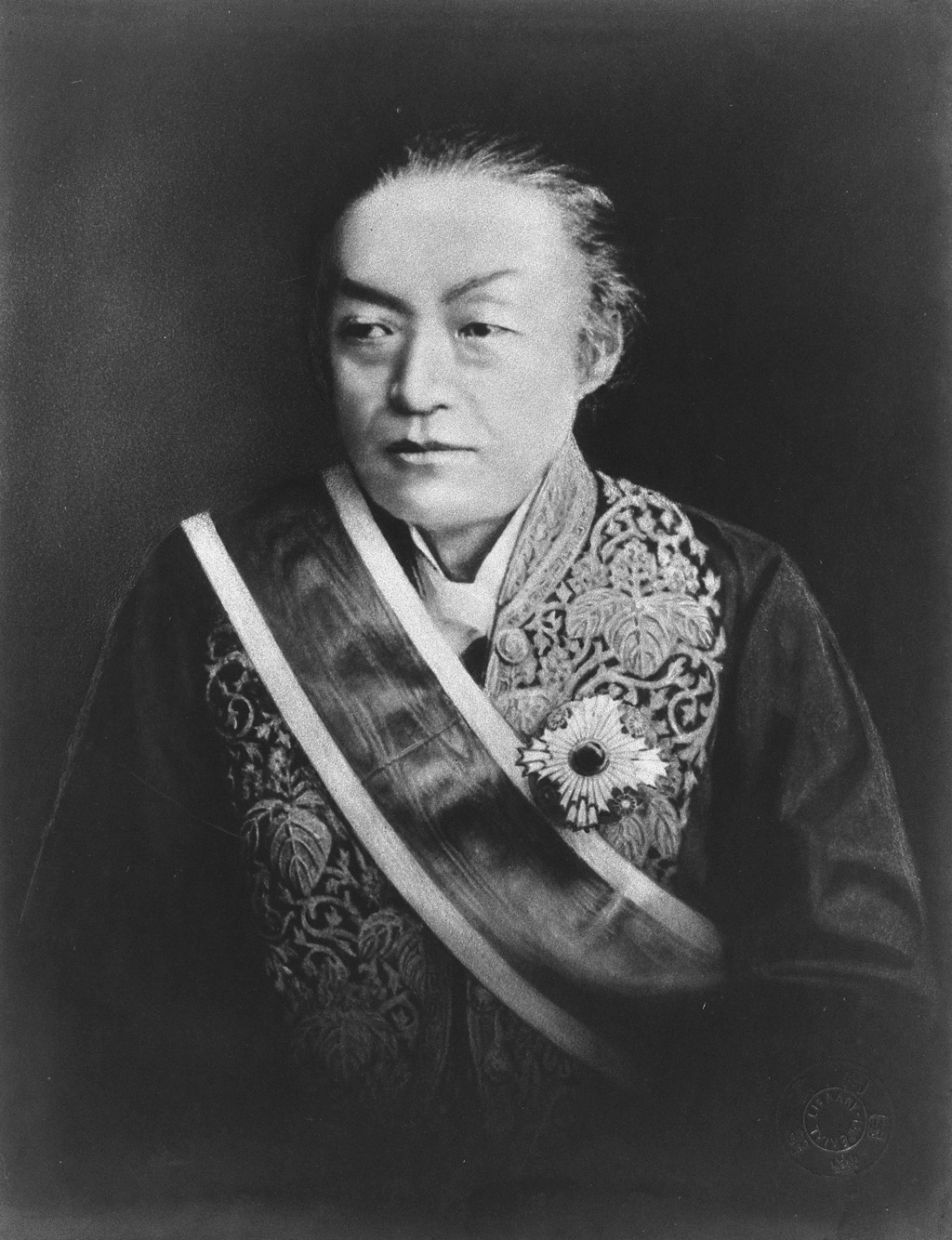
Iwakura Tomomi

De la Cort:
- Iwakura Tomomi (1825-1883)
- Saionji Kinmochi (1849 - 1940)
- Sanjō Sanetomi (1837-1891)

Del Domini de Satsuma:
- Godai Tomoatsu (1836 -1885)
- Kuroda Kiyotaka (1840 -1900)
- Matsukata Masayoshi (1835 -1924)
- Mori Arinori (1847-1889)
- Toshimichi Ōkubo (1830 -1878)
- Oyama Iwao (1842 - 1916)
- Saigō Takamori (1827 -1877)
- Saigō Tsugumichi (1843 - 1902)
- Terashima Munenori (1836-1893)

Del Domini de Chōshū:
- Inoue Kaoru (1835 -1915)
- Itō Hirobumi (1841 -1909)
- Kido Takayoshi (1833 -1877)
- Ōmura Masujirō (1824 -1869)
- Takasugi Shinsaku (1837-1867)
- Yamagata Aritomo (1838 -1922)

Del Domini de Tosa:
- Gotō Shōjirō (1838 -1897)
- Itagaki Taisuke (1837-1919)
- Sakamoto Ryōma (1836 -1867)

Del Domini de Hizen:
- Etō Shimpei (1834 -1874)
- Oki Takato (1832-1899)
- Ōkuma Shigenobu (1838-1922)
- Soejima Taneomi (1828-1905)

Altres:
- Hayashi Tadasu (1850-1913)
- Inoue Kowashi 1844-1905)
- Katsu Kaishū (1823-1899)
- Yokoi Shonan (1809-1869)
- Yuri Kimimasa (1829-1912)